# 玛伦·米耶尔德
玛伦·内夫达尔·米耶尔德（挪威語：Maren Nævdal Mjelde；1989年11月6日—），挪威女子职业足球运动员，司职后卫或中场，目前效力于阿尔纳-比约尔纳足球俱乐部和挪威国家女子足球队。她曾代表挪威参加2022年欧洲女子足球锦标赛和2023年国际足联女子世界杯等多场国际赛事。